# CD47
CD47 (англ. CD47 molecule) – білок, який кодується однойменним геном, розташованим у людей на короткому плечі 3-ї хромосоми.  Довжина поліпептидного ланцюга білка становить 323 амінокислот, а молекулярна маса — 35 214.
| 10         |  | 20         |  | 30         |  | 40         |  | 50         |
| ---------- |  | ---------- |  | ---------- |  | ---------- |  | ---------- |
| MWPLVAALLL |  | GSACCGSAQL |  | LFNKTKSVEF |  | TFCNDTVVIP |  | CFVTNMEAQN |
| TTEVYVKWKF |  | KGRDIYTFDG |  | ALNKSTVPTD |  | FSSAKIEVSQ |  | LLKGDASLKM |
| DKSDAVSHTG |  | NYTCEVTELT |  | REGETIIELK |  | YRVVSWFSPN |  | ENILIVIFPI |
| FAILLFWGQF |  | GIKTLKYRSG |  | GMDEKTIALL |  | VAGLVITVIV |  | IVGAILFVPG |
| EYSLKNATGL |  | GLIVTSTGIL |  | ILLHYYVFST |  | AIGLTSFVIA |  | ILVIQVIAYI |
| LAVVGLSLCI |  | AACIPMHGPL |  | LISGLSILAL |  | AQLLGLVYMK |  | FVASNQKTIQ |
| PPRKAVEEPL |  | NAFKESKGMM |  | NDE        |  |            |  |            |

A: Аланін

C: Цистеїн

D: Аспарагінова кислота

E: Глутамінова кислота

F: Фенілаланін

G: Гліцин

H: Гістидин

I: Ізолейцин

K: Лізин

L: Лейцин

M: Метіонін

N: Аспарагін

P: Пролін

Q: Глутамін

R: Аргінін

S: Серин

T: Треонін

V: Валін

W: Триптофан

Кодований геном білок за функцією належить до фосфопротеїнів. 
Задіяний у таких біологічних процесах як клітинна адгезія, альтернативний сплайсинг. 
Локалізований у клітинній мембрані, мембрані.